# Saotis morleyi
Saotis morleyi är en stekelart som beskrevs av Michael G. Fitton 1976. Saotis morleyi ingår i släktet Saotis och familjen brokparasitsteklar. Inga underarter finns listade i Catalogue of Life.